# Tricyphona (Tricyphona) perrecessa
Tricyphona (Tricyphona) perrecessa is een tweevleugelige uit de familie Pediciidae. De soort komt voor in het Oriëntaals gebied.